# Echela
Nella mitologia greca, Echela (in greco antico: Ἐχέλαος) era il nome di uno dei figli di Pentilo.

## Il mito
Partì con il suo gruppo, fra cui vi era Sminteo, decisi a colonizzare l'isola di Lesbo. Durante il viaggio giunsero innanzi ad uno scoglio noto con il nome di Mesogeon. A quel punto dovevano appagare le richieste avanzate dall'oracolo tempo addietro: dovevano sacrificare un toro e una donna, il primo per soddisfare il dio dei mari Poseidone, il secondo sacrificio era per placare le ire possibili delle Nereidi. Scelsero a caso la fanciulla da sacrificare e il destino scelse la figlia di Sminteo. Enalo, un ragazzo innamorato della ragazza si gettò con lei, e forse si salvarono.